# 恒弘法親王
恒弘法親王（ごうこうほっしんのう、永享3年（1431年） - 永正6年閏8月8日（1509年9月21日））は、室町時代の皇族。初名は恒興。
常盤井宮直明王の第2王子。亀山天皇の皇玄孫。常盤井宮は弟の全明親王が継いだので、嘉吉3年（1443年）に出家。また、宝徳元年（1449年）に伏見宮貞成親王（後崇光院）の猶子となる。宝徳3年（1451年）東大寺別当となる。永正6年（1509年）閏8月8日、薨去。

## 系譜
亀山天皇 - 恒明親王 - 全仁親王 - 満仁親王 - 直明王 - 全明親王 - 恒直親王 - 恒弘法親王